# ليونيل بارت
ليونيل بارت (بالإنجليزية: Lionel Bart)‏ هو كاتب أغاني وكاتب سيناريو وملحن وشاعر بريطاني، ولد في 1 أغسطس 1930 في ستيبني في المملكة المتحدة، وتوفي في 3 أبريل 1999 في هامرسميث في المملكة المتحدة بسبب سرطان الكبد.

## وصلات خارجية
- ليونيل بارت على موقع IMDb (الإنجليزية)
- ليونيل بارت على موقع ألو سيني (الفرنسية)
- ليونيل بارت على موقع ميوزك برينز (الإنجليزية)
- ليونيل بارت على موقع أول موفي (الإنجليزية)
- ليونيل بارت على موقع قاعدة بيانات برودواي على الإنترنت (الإنجليزية)
- ليونيل بارت على موقع قاعدة بيانات الأفلام السويدية (السويدية)
- ليونيل بارت على موقع أول ميوزيك (الإنجليزية)
- ليونيل بارت على موقع ديسكوغز (الإنجليزية)
- ليونيل بارت على موقع قاعدة بيانات الفيلم (الإنجليزية)
- ليونيل بارت على موقع كينوبويسك (الروسية)